# Donald A. Thomas
Donald Alan Thomas (* 6. Mai 1955 in Cleveland, Ohio) ist ein ehemaliger US-amerikanischer Astronaut.
Thomas erhielt 1977 einen Bachelor in Physik von der Case Western Reserve University und 1980 einen Master sowie 1982 einen Doktortitel in Materialwissenschaften von der Cornell University.
1982 begann Thomas bei den AT&T Bell Laboratories. Außerdem unterrichtete er Physik am Trenton State College in New Jersey. 1987 wechselte er zur Lockheed Engineering and Sciences Company. Dort entwickelte und überprüfte er Materialien für Weltraumprojekte. Außerdem war er für das Microgravity Disturbances Experiment zuständig, einem Experiment, das bei der Mission STS-32 das Kristallwachstum untersuchte.

## Astronautentätigkeit
Nach einer vergeblichen Bewerbung für die zwölfte Astronautengruppe wurde Thomas im Januar 1990 von der NASA als Astronautenanwärter mit der 13. Gruppe ausgewählt. Er war Verbindungssprecher (CAPCOM) für die Shuttle-Missionen STS-47, STS-52 und STS-53. Von Juli 1999 bis Juni 2000 war er Director of Operations der NASA im Juri-Gagarin-Kosmonautentrainingszentrum in Swjosdny Gorodok bei Moskau.

### STS-65
Für die Mission STS-65 flog Thomas als Missionsspezialist mit der Raumfähre Columbia am 8. Juli 1994 zum ersten Mal in den Weltraum. Rund sieben Dutzend Experimente aus den Bereichen Biologie und Materialwissenschaften standen während des 15-tägigen Spacelab-Fluges auf dem Programm. Am 23. Juli landete die Columbia auf dem Kennedy Space Center in Florida.

### STS-70
Am 13. Juli 1995 startete Thomas als Missionsspezialist mit der Raumfähre Discovery zu seiner zweiten Mission ins All. Hauptaufgabe war das Aussetzen des Relaissatelliten TDRS-G.

### STS-83
Am 4. April 1997 startete Thomas mit der Raumfähre Columbia ins All. Nutzlast war das Microgravity Science Laboratory (MSL-1). Aufgrund eines Problems mit einer Brennstoffzelle des Shuttles musste die Mission abgekürzt werden und die Landung erfolgte bereits nach knapp vier Tagen. Die NASA entschied, die Mission drei Monate später mit der gleichen Besatzung zu wiederholen.

### STS-94
Am 1. Juli 1997 startete die Columbia dann erneut zu der beim ersten Versuch vorzeitig abgebrochenen MSL-1-Mission. Diesmal konnten die Experimente im Microgravity Science Laboratory erfolgreich durchgeführt werden. Dazu zählten vor allem Experimente zur Erforschung der physikalischen Eigenschaften unterkühlter Flüssigkeitsgemische und der Verbrennungsprozesse an festen und flüssigen Materialien sowie zur Herstellung reiner Proteinkristalle.

### ISS
Thomas war als Mitglied der sechsten Langzeitbesatzung für die Internationale Raumstation (2002/2003) vorgesehen. Aus medizinischen Gründen konnte er jedoch nicht fliegen. Zuletzt war er für Experimente zuständig, die auf der ISS durchgeführt wurden.

## Nach der NASA
Im Juli 2007 schied Thomas aus der NASA aus und wurde zum 1. August 2007 Direktor der Willard Hackerman Academy für Mathematik und Wissenschaft am Jess and Mildred College für Wissenschaft und Mathematik an der Towson University.

## Privates
Donald Thomas ist verheiratet und hat ein Kind.